# هکتور (مینه‌سوتا)
هکتور، مینه‌سوتا (به انگلیسی: Hector, Minnesota) یک شهر در ایالات متحده آمریکا است که در شهرستان رنویل واقع شده‌است.

## خصوصیات
هکتور ۴٫۰۴ کیلومترمربع مساحت و ۱٬۱۵۱ نفر جمعیت دارد و ۳۲۹ متر بالاتر از سطح دریا واقع شده‌است.